# 布氏擬龜
布氏擬龜（學名：Emys blandingii 或 Emydoidea blandingii） 是澤龜科下的一種半水生龜，在北美的很多地區都是瀕危物種。

## 分類學
在學術期刊上擬龜屬被正式作為其所屬。

## 生活習性
布氏擬龜主要分佈在五大湖區，并包括更遠的內布拉斯加州、明尼蘇達州、 紐約、新英格蘭和新斯科舍省。 這種龜一般生活在乾淨的淺水濕地中。

## 保護
該物種受到棲息地破壞和外來物種的威脅， 因而被IUCN紅色名錄 和加拿大和美國的一些地區列為瀕危或受威脅物種。 
其被列為《瀕危野生動植物種國際貿易公約》附錄二的物種，被限制出口及貿易。

## 外部連結
- Blanding's Turtle Fact Sheet （页面存档备份，存于）
- Michigan Dept. of Natural Resources Blanding's Turtle (Emys blandingii) （页面存档备份，存于）
- Blanding's Turtle – Emydoidea blandingii （页面存档备份，存于） Species account from the Iowa Reptile and Amphibian Field Guide
- Blanding's Turtle, Natural Resources Canada
- Blanding's Turtle （页面存档备份，存于）, Ontario Ministry of Natural Resources